# Gallinago
Gallinago – rodzaj ptaków z podrodziny słonek (Scolopacinae) w obrębie rodziny bekasowatych (Scolopacidae).

## Zasięg występowania
Rodzaj obejmuje gatunki występujące na całym świecie oprócz obszarów antarktycznych.

## Morfologia
Długość ciała 22,5–47 cm; masa ciała 65–500 g; rozpiętość skrzydeł 38–56 cm.

## Systematyka

### Etymologia
- Gallinago: średniowiecznołac. gallinago „słonka, bekas”, od łac. gallina „kura”, od gallus „kogucik”; -ago „przypominający”[19].
- Capella: łac. capella „koza”, od zdrobnienia caper, capri „cap”[19]. Gatunek typowy: Scolopax coelestis Frenzel, 1801 (= Scolopax gallinago Linnaeus, 1758).
- Telmatias: gr. τελματιαιος telmatiaios „z bagien”, od τελμα telma, τελματος telmatos „bagno”[19]. Gatunek typowy: Scolopax stenura Bonaparte, 1831.
- Pelorychus: gr. πηλος pēlos „błoto”; ορυσσω orussō „kopać”[19]. Gatunek typowy: Scolopax brehmii Kaup, 1823 (= Scolopax gallinago Linnaeus, 1758).
- Enalius: gr. εναλιος enalios „z morza”, od εν en „z”; ἁλς hals, ἁλος halos „morza”[19]. Gatunek typowy: Scolopax sabini Vigors, 1825 (= Scolopax gallinago Linnaeus, 1758).
- Xylocota: gr. ξυλον xulon „drewno”; κοτος kotos „niechęć, uraza, nienawiść”, od κοτεω koteō „mieć urazę”[19]. Gatunek typowy: Scolopax paludosa J.F. Gmelin, 1789 (= Scolopax undulata Boddaert, 1783).
- Homoptilura: gr. ὁμως homōs „podobny, razem”; πτιλον ptilon „pióro”; ουρα oura „ogon”[19]. Gatunek typowy: Scolopax undulata Boddaert, 1783.
- Nemoricola: epitet gatunkowy Gallinago nemoricola Hodgson, 1836; łac. nemus, nemoris „las”, od gr. νεμος nemos „pastwisko, polana”, od νεμω nemō „udać się na pastwisko”; -cola „mieszkaniec”, od colere „mieszkać”[19]. Gatunek typowy: Gallinago nemoricola Hodgson, 1836.
- Spilura: gr. σπιλος spilos „plamka”; ουρα oura „ogon”[19]. Gatunek typowy: Scolopax stenura Bonaparte, 1831.
- Odura: gr. ωδη ōdē „piosenka”; ουρα oura „ogon”[19]. Gatunek typowy: Scolopax gallinago Linnaeus, 1758.
- Chubbia: Charles Chubb (1851–1924), brytyjski ornitolog z Muzeum Historii Naturalnej w Londynie w latach 1877–1920[19]. Gatunek typowy: Gallinago stricklandii G.R. Gray, 1845.
- Homoscolopax: gr. ὁμως homōs „podobny, razem”; rodzaj Scolopax Linnaeus, 1758 (słonka)[19]. Gatunek typowy: Gallinago imperialis P.L. Sclater & Salvin, 1869.
- Macrodura: gr. μακρος makros „duży”; rodzaj Odura Meves, 1859[19]. Gatunek typowy: Gallinago nobilis P.L. Sclater, 1856.
- Odurella: zdrobnienie nazwy rodzaju Odura Meves, 1859[19]. Gatunek typowy: Scolopax brasiliensis Swainson, 1831 (= Scolopax paraguaiae Vieillot, 1816).
- Eugallinago: gr. ευ eu „drobny”; rodzaj Gallinago Brisson 1760[19]. Gatunek typowy: Gallinago macrodactyla Bonaparte, 1839.
- Ditelmatias: gr. δις dis „podwójny”, od δυο duo „dwa”; rodzaj Telmatias Boie, 1826[19]. Gatunek typowy: Scolopax hardwickii J.E. Gray, 1831.
- Neospilura: gr. νεος neos „nowy”; rodzaj Spilura Bonaparte, 1856[19]. Gatunek typowy: Gallinago solitaria Hodgson, 1831.
- Odurella: rodzaj Odura Meves, 1858; łac. przyrostek zdrabniający -ella[19]. Gatunek typowy: Scolopax brasiliensis Swainson, 1831 (= Scolopax paraguaiae Vieillot, 1816).
- Subspilura: łac. sub „blisko”, poniżej; rodzaj Spilura Bonaparte, 1856[19]. Gatunek typowy: Gallinago megala Swinhoe, 1861.

### Podział systematyczny
Do rodzaju należą następujące gatunki:
- Gallinago imperialis P.L. Sclater & Salvin, 1869 – bekas kasztanowaty
- Gallinago jamesoni (Jardine & Bonaparte, 1855) – bekas andyjski
- Gallinago stricklandii (G.R. Gray, 1845) – bekas kordylierski
- Gallinago solitaria Hodgson, 1831 – bekas górski
- Gallinago hardwickii (J.E. Gray, 1831) – bekas japoński
- Gallinago nemoricola Hodgson, 1836 – bekas himalajski
- Gallinago stenura (Bonaparte, 1831) – bekas syberyjski
- Gallinago megala Swinhoe, 1861 – bekas leśny
- Gallinago nigripennis Bonaparte, 1839 – bekas afrykański
- Gallinago macrodactyla Bonaparte, 1839 – bekas madagaskarski
- Gallinago media (Latham, 1787) – bekas dubelt
- Gallinago gallinago (Linnaeus, 1758) – bekas kszyk
- Gallinago delicata (Ord, 1825) – bekas amerykański – takson wyodrębniony ostatnio z G. gallinago[21][22][23]
- Gallinago paraguaiae (Vieillot, 1816) – bekas jasnolicy
- Gallinago magellanica (P.P. King, 1828) – bekas magellański – takson wyodrębniony ostatnio z G. paraguaiae[24]
- Gallinago andina Taczanowski, 1875 – bekas Taczanowskiego
- Gallinago nobilis P.L. Sclater, 1856 – bekas długodzioby
- Gallinago undulata (Boddaert, 1783) – bekas wielki
- Gallinago azovica Zelenkov & Panteleyev, 2015 – wymarły gatunek żyjący w późnym miocenie na terenie dzisiejszej południowo-zachodniej Rosji[25]